# Бездна (річка)
Бездна — річка в Україні, в Шепетівському районі Хмельницької області. Ліва притока Горині (басейн Дніпра).

## Опис
Довжина річки 16 км, площа басейну 51,4 км², найкоротша відстань між витоком і гирлом — 12,40 км, коефіцієнт звивистості річки — 1,29. Формується з багатьох безіменних струмків та водойм.

## Розташування
Бере початок на південно-східній околиці села Добрин. Тече переважно на південний схід понад Коритним і на північній околиці Дібровки впадає у річку Горинь, праву притоку Прип'яті.
Населені пункти вздовж берегової смуги: Ювківці, Поліське, Калетинці.

## Цікаві факти
- У XIX столітті у колишньому селі Велика Гнійниця існувало 2 водяні млини[4].
- На річці існує 12 природних необладнаних джерел[5].